# 517 a.C.
Il 517 a.C. (DXVII a.C. in numeri romani) è un anno  del VI secolo a.C.

## Eventi
- Dario I visita l'Egitto.